# Phryganogryllacris
Phryganogryllacris är ett släkte av insekter. Phryganogryllacris ingår i familjen Gryllacrididae.

## Dottertaxa tillPhryganogryllacris, i alfabetisk ordning[1]
- Phryganogryllacris arctata
- Phryganogryllacris arctatiformis
- Phryganogryllacris aruana
- Phryganogryllacris bengalensis
- Phryganogryllacris brevixipha
- Phryganogryllacris cambodjana
- Phryganogryllacris differens
- Phryganogryllacris discus
- Phryganogryllacris elbenioides
- Phryganogryllacris gialaiensis
- Phryganogryllacris griseola
- Phryganogryllacris grobbeni
- Phryganogryllacris lobulata
- Phryganogryllacris mascata
- Phryganogryllacris mellii
- Phryganogryllacris mioccana
- Phryganogryllacris nivea
- Phryganogryllacris phryganoides
- Phryganogryllacris problematica
- Phryganogryllacris pusilla
- Phryganogryllacris separata
- Phryganogryllacris sheni
- Phryganogryllacris simalurensis
- Phryganogryllacris sphegidipraeda
- Phryganogryllacris subangulata
- Phryganogryllacris subrectis
- Phryganogryllacris superangulata
- Phryganogryllacris teuthroides
- Phryganogryllacris trusmadi
- Phryganogryllacris vinhphuensis
- Phryganogryllacris xiai